# Palm Springs
För andra betydelser, se Palm Springs (olika betydelser).
Palm Springs är en stad som ligger i Coachella Valley i Riverside County i södra Kalifornien, USA. Dess folkmängd uppgick till 44 552 personer vid folkräkningen 2010. 

## Geografi
Staden ligger 177 kilometer öster om Los Angeles.
Palm Springs omges av öken och stadens parker, golfbanor och villaträdgårdar överlever tack vare ständig konstbevattning. I norr, väster och öster omges Palm Springs av höga berg, bland andra det 3 506 meter höga San Gorgonio Mountain.  

## Klimat
Palm Springs är en av de hetaste städerna i USA och den näst hetaste i Kalifornien. Under sommaren kan temperaturer nå 41–45 °C och även nätterna kan vara varma med temperaturer mellan 23 och 27 °C. Vintrarna är svalare men fortfarande varma med dagstemperaturer mellan 20 och 25 °C och nätter med temperaturer mellan 5 och 10 °C. Detta gör Palm Springs till en populär resort under vintern.
Normala temperaturer och nederbörd i Palm Springs:
|                                            | Jan | Feb | Mar | Apr | Maj | Jun | Jul | Aug | Sep | Okt | Nov | Dec |
| ------------------------------------------ | --- | --- | --- | --- | --- | --- | --- | --- | --- | --- | --- | --- |
| Normaldygnets maximitemperaturs medelvärde | 21  | 23  | 27  | 31  | 35  | 40  | 42  | 42  | 40  | 32  | 26  | 21  |
| Normaldygnets minimitemperaturs medelvärde | 7   | 9   | 11  | 14  | 18  | 22  | 25  | 25  | 22  | 17  | 11  | 7   |
|                                            |     |     |     |     |     |     |     |     |     |     |     |     |
| Nederbörd                                  | 29  | 28  | 13  | 1   | 0   | 0   | 3   | 7   | 6   | 6   | 8   | 22  |

| Diagram | temperaturer i °C • månadsnederbörd i mm | temperaturer i °C • månadsnederbörd i mm | temperaturer i °C • månadsnederbörd i mm | temperaturer i °C • månadsnederbörd i mm | temperaturer i °C • månadsnederbörd i mm | temperaturer i °C • månadsnederbörd i mm | temperaturer i °C • månadsnederbörd i mm | temperaturer i °C • månadsnederbörd i mm | temperaturer i °C • månadsnederbörd i mm | temperaturer i °C • månadsnederbörd i mm | temperaturer i °C • månadsnederbörd i mm | temperaturer i °C • månadsnederbörd i mm |
|         | 29 21 7                                  | 28 23 9                                  | 13 27 11                                 | 1 31 14                                  | 0 35 18                                  | 0 40 22                                  | 3 42 25                                  | 7 42 25                                  | 6 40 22                                  | 6 32 17                                  | 8 26 11                                  | 22 21 7                                  |